# Rubinoboletus caespitosus
Rubinoboletus caespitosus är en svampart som beskrevs av T.H. Li & Watling 1999. Rubinoboletus caespitosus ingår i släktet Rubinoboletus och familjen Boletaceae.   Inga underarter finns listade i Catalogue of Life.